# الجامعة الخاصة محمود الماطري
الجامعة الخاصة محمود الماطري (بالفرنسية: Université privée Mahmoud El Materi)‏ هي جامعة خاصة، تأسست في 2007.
يقع مقرها في تونس العاصمة في تونس وقد سميت باسم الدكتور محمود الماطري.

## مقالات ذات صلة
- قائمة الجامعات في تونس

## روابط خارجية
- الموقع الرسمي.

1. ↑  خرائط جوجل، QID:Q12013